# 聖約翰里
聖約翰里（英語：St.John's Lane）是香港九龍的一條街道，位於九龍塘地區，連接窩打老道。

## 名稱由來
因鄰近的香港聖約翰救護機構的九龍及新界總區總部而得名。